# 김성일 (1962년)
김성일(1962년~)은 대한민국의 안무가이자 뮤지컬배우이다. 그의 누나 김성녀도 배우이자 대학교수이다.

## 영화
- 2002년 울랄라 씨스터즈 안무

## 뮤지컬
- 뮤지컬 루나틱
- 뮤지컬 빠담빠담빠담

## 가족 관계
- 누나: 김성녀 (1950년 9월 16일~)
- 어머니: 박옥진 (1935년 ~ 2004년 9월 30일~)
- 매형: 손진책 (1947년 11월 18일~)
- 조카: 손지원 (1977년 8월 29일~)

## 경력
- 2006 미스태극전사선발대회 총안무
- 2004 아시아 도시 페스티발 연출
- 2002 한일 월드컵 개막식 총안무
- SMS 스타덤 총괄이사
- SMS 댄스 컴퍼니 예술감독
- 극단 미추 상임 안무자
- MBC예술단 무용단장